# Canoe Lake, Syine Township
Canoe Lake är en sjö i Kanada.   Den ligger i Thunder Bay District och provinsen Ontario, i den sydöstra delen av landet, 900 km väster om huvudstaden Ottawa. Canoe Lake ligger 234 meter över havet. Arean är 0,18 kvadratkilometer. Den sträcker sig 0,5 kilometer i nord-sydlig riktning, och 0,6 kilometer i öst-västlig riktning.
I omgivningarna runt Canoe Lake växer i huvudsak blandskog. Trakten runt Canoe Lake är nära nog obefolkad, med mindre än två invånare per kvadratkilometer.